# Diagoras (persoon)
Diagoras de Atheïst van Melos (Milos)) (Grieks: Διαγόρας ὁ Μήλιος) was een Griekse dichter uit de 5e eeuw v.Chr. Hij werd atheïst wegens een groot onrecht dat de goden ongestraft lieten; daarbij ging het waarschijnlijk om de gewelddadige bezetting van Melos door de Atheners in 416 v.Chr. Hij sprak zich uit tegen de orthodoxe religie, en bekritiseerde de mysteriën van Eleusis. Hij gooide eens een xoanon (houten godsbeeld) in het vuur, waarbij hij aangaf dat de god maar een wonder moest doen en zichzelf moest redden. Dit incident staat beschreven in Hoofdstuk 4 van Een pleidooi voor de christenen, geschreven door Athenagoras de Athener.
Diagoras was een student van Democritus, hoewel sommige bronnen beweren dat hij als slaaf door Democritus in 411 v.Chr. werd gekocht, toen Melos overwonnen was door Alcibiades, en toen zijn student werd.
De Romeinse filosoof Cicero schrijft in de 1e eeuw v.Chr. hoe een vriend van Diagoras probeerde hem te overtuigen van het bestaan van de goden, door aan te geven hoeveel mondelinge verklaringen er waren van mensen die gered werden uit stormen op zee na het doen van geloften aan de goden, waarop Diagoras reageerde dat nergens bijgehouden werd hoeveel mensen na zoiets toch schipbreuk leden en in zee verdronken. En Cicero gaat door met het geven van een ander voorbeeld, waar Diagoras op een schip in slecht weer was, en de bemanning dacht dat het kwam door het aan boord nemen van deze goddeloze man. Hij vroeg zich af of op die andere boten dan ook iemand als Diagoras aan boord geweest was.
De christelijke schrijver Athenagoras van Athene (2e eeuw) vertelt dat Diagoras gestraft was omdat hij de doctrine van Orpheus afwees en de mysteriën van Eleusis en Cabeiren had onthuld, en een houten beeld van Hercules in stukken hakte om zijn rapen te koken.

Diagoras werd ter dood veroordeeld in Athene en er werd een prijs op zijn hoofd gesteld. Hij vluchtte naar Korinthe, waar hij waarschijnlijk ook is overleden. Van zijn gedichten zijn slechts drie fragmenten (in totaal zeven versregels) bewaard gebleven.